# Anacjonalizm
Anacjonalizm (esperanto sennaciismo) – idea oznaczająca kosmopolityczną koncepcję polityczną łączącą niektóre lub wszystkie z następujących tendencji i idei:
- radykalny antynacjonalizm,
- uniwersalizm moralny,
- alterglobalizm,
- uznanie historycznej tendencji do zjednoczenia ludzkości przy pomocy języka,
- konieczność politycznej edukacji i organizacji proletariatu z całego świata,
- użycie esperanto jako narzędzia edukacji politycznej.

Anacjonalizm jest ideą Eugène Lantiego, założyciela stowarzyszenia Sennacieca Asocio Tutmonda, która została opisana w jego publikacji For la Neŭtralismon! („Precz z Neutralizmem!”) w roku 1922.